# Katsuyoshi Kuwahara
Katsuyoshi Kuwahara (Prefettura di Shizuoka, 30 maggio 1944) è un ex calciatore giapponese, di ruolo attaccante.